# Darius Miller
Darius Tiyon Miller (* 21. März 1990 in Maysville, Kentucky) ist ein US-amerikanischer Basketballspieler. Nachdem Miller zum Abschluss seines Studiums 2012 die NCAA Division I Basketball Championship mit den Kentucky Wildcats gewonnen hatte, wurde er von New Orleans Hornets ausgewählt, für die er die folgenden zwei Jahre in der am höchsten dotierten Profiliga NBA spielte. Dort wurde Miller zu Beginn der Saison 2014/15 aus seinem Vertrag entlassen und er wechselte nach Deutschland, wo er mit den Brose Baskets in der Basketball-Bundesliga die deutsche Meisterschaft 2015, 2016 und 2017 gewann.

## Karriere
Miller gewann 2008 mit der Schulmannschaft der Mason County High School aus dem gleichnamigen County an der Grenze zu Ohio die Staatsmeisterschaft von Kentucky und wurde als bester Schulspieler des Bundesstaats als Kentucky Mr. Basketball geehrt. Zum Studium blieb Miller in seiner Heimatregion und studierte nahebei in Lexington an der University of Kentucky, wo er für die renommierte Hochschulmannschaft Wildcats in der NCAA aktiv wurde. In seiner ersten Saison als Freshman verpassten die Wildcats 2009 erstmals seit 18 Jahren die Teilnahme an der landesweiten NCAA-Endrunde unter Trainer Billy Gillespie, der anschließend durch John Calipari ersetzt wurde. Im Sommer 2009 konnte Miller zusammen mit unter anderem Gordon Hayward, Shelvin Mack, Klay Thompson, Trey Thompkins und Tyshawn Taylor in der US-Juniorennationalmannschaft die U19-Weltmeisterschaft in Neuseeland gewinnen.
Kentucky-Trainer Calipari war bei seinen „Recruits“ zielstrebiger als Gillespie zuvor, wobei seine Methoden als "One-and-Done" bezeichnet und charakterisiert wurden. Mit John Wall und DeMarcus Cousins schaffte Calipari auf Anhieb die Meisterschaft der Southeastern Conference (SEC) und die Rückkehr in die NCAA-Division-I-Endrunde, in der man im Viertelfinale Elite Eight ausschied. Ein Jahr später kehrte man 2011 ins Final Four zurück, bei dem man im Halbfinale dem späteren Titelträger UConn Huskies unterlag, bei denen unter anderem der deutsche Freshman Niels Giffey aktiv war. 2012 verloren die Wildcats als Titelverteidiger das Finalspiel der SEC-Meisterschaft, gewannen aber in der NCAA-Endrunde ihren ersten Titelgewinn seit 1998 nach einem Finalerfolg gegen die Kansas Jayhawks. Beim obligatorischen Empfang für den Titelgewinner im Weißen Haus erwähnte US-Präsident Barack Obama neben Most Outstanding Player (MOP) Anthony Davis namentlich Darius Miller, der als zweiter Spieler nach Darrell Griffith nach Staatsmeisterschaft und Auszeichnung als Kentuckys Mr. Basketball eine landesweite NCAA-Endrunde als Student einer Hochschule in Kentucky gewonnen hatte. Die besondere Erwähnung des ortsverbundenen, vierjährigen Seniors Miller konnte als unterschwelliger Kommentar zur "One-and-Done"-Policy von Calipari gedeutet werden.
Miller absolvierte für die Wildcats 152 Spiele in der NCAA Division I und ist damit der Spieler mit den meisten Einsätzen für die Wildcats sowie neben Deon Thompson der einzige Spieler dieser Spielklasse, der eine solche Anzahl von Spielen in einer Zeitspanne von nur vier Jahren erreichte. Bei der NBA Draft 2012 wurde Miller nach fünf Mannschaftskameraden an 46. Position von den New Orleans Hornets ausgewählt, die an erster Position bereits seinen Mannschaftskameraden Anthony Davis ausgewählt hatten, und damit erstmals sechs Spieler der gleichen Hochschulmannschaft in einem Draft mit nur zwei Runden. Dies ist insofern bemerkenswert und unterstrich die Dominanz der Wildcats in jener Draft, da in einem Basketballspiel von einer Mannschaft nur gleichzeitig fünf Spieler auf dem Feld stehen dürfen und auch erstmals an den ersten beiden Positionen mit MOP Davis und Michael Kidd-Gilchrist zwei Spieler der gleichen Mannschaft ausgewählt worden waren.

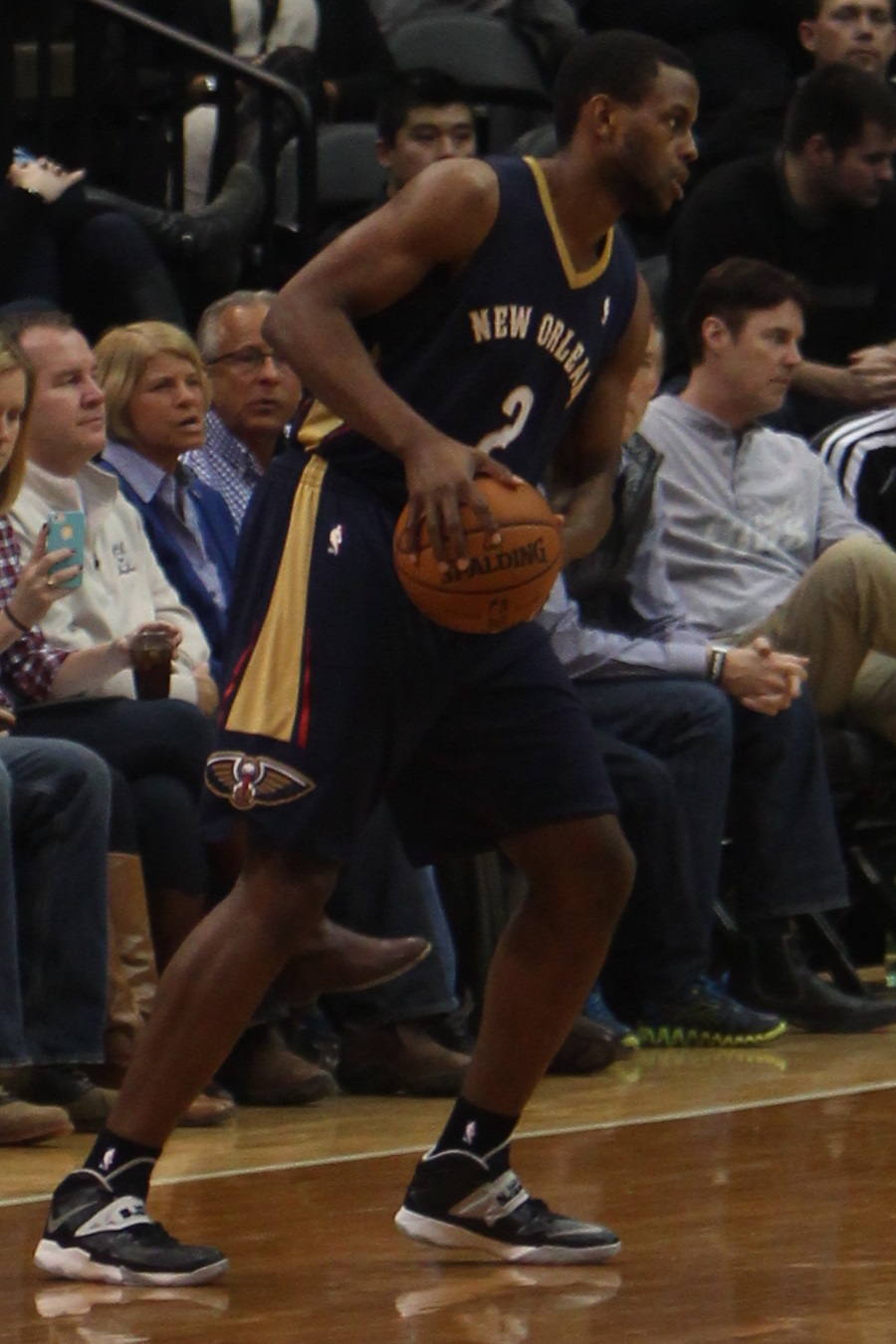
Miller 2014 im Trikot von New Orleans

Bei den Hornets kam Rookie Miller in der NBA 2012/13 auf 52 Einsätze mit knapp 13 Minuten Einsatzzeit pro Spiel und wurde zwischenzeitlich für insgesamt elf Einsätze an das Farmteam Iowa Energy in der NBA Development League abgestellt. In der folgenden Saison konnte Miller als Sophomore seine Einsatzzeit sowie seine durchschnittliche Punktausbeute auf gut vier Punkte pro Spiel leicht steigern, doch die nun als Pelicans firmierende Mannschaft verpasste erneut die Play-offs um die Meisterschaft der NBA. Nach nur noch 45 Einsätzen in seiner zweiten Saison entließen die Pelicans Miller nach fünf Einsätzen zu Beginn der NBA 2014/15 Ende November zusammen mit Mannschaftskamerad Patric Young schließlich aus seinem Vertrag.
Nachdem im Januar 2015 der Ligakonkurrent Los Angeles Clippers von einer Verpflichtung Millers wieder Abstand genommen hatte, unterschrieb dieser schließlich Ende Februar 2015 beim früheren deutschen Meister Brose Baskets aus Bamberg. In der Vorsaison hatte die Mannschaft erstmals seit fünf Jahren den Meistertitel verpasst und wurde von dem neuen Trainer Andrea Trinchieri neu zusammengestellt. Nach der Finalniederlage im Beko BBL-Pokal 2015 gegen Gastgeber EWE Baskets Oldenburg zogen die Brose Baskets als Tabellenerster in die Playoffs der Basketball-Bundesliga 2014/15 ein. Bamberg gelang der Sweep in die Finalrunde, wo man auf Titelverteidiger FC Bayern München traf. In fünf Spielen gegen den Vorjahresmeister aus Oberbayern triumphierte letztlich Bamberg und holte sich den Meistertitel zurück. Mit Bamberg spielte Miller auch im zweithöchsten Vereinswettbewerb Eurocup 2014/15, in dem man sich ins Achtelfinale kämpfte. Dort traf man auf die zuvor in 16 Spielen unbesiegten Lokomotive Kuban Krasnodar, die von Malcolm Delaney angeführt wurden. Auf eine mit 78:80 knappe Niederlage im Hinspiel folgte eine deutlichere mit 53:70 im Rückspiel gegen die Russen und Bamberg schied aus.
Im Juli 2015 verlängerte Miller, der von Anfang an eine wichtige Rolle im Team mit viel Spielzeit füllte, sein Engagement in Bamberg um eine weitere Saison bis 2016. Aufgrund der Vorjahresmeisterschaft qualifizierten sich die Brose Baskets auch für den höchsten europäischen Wettbewerb EuroLeague 2015/16, in der man die Zwischenrunde der 16 besten Mannschaften erreichte. Nachdem Bamberg diese Wettbewerbsrunde in seiner Historie nun bereits zum dritten Mal erreicht hatte, gelang schließlich der erste Erfolg auf diesem Niveau nach 21 zuvor erfolglosen Spielen mit dem Heimsieg über Žalgiris Kaunas, der mit 96:63 im Endergebnis sehr überzeugend ausfiel. Letztlich fehlte nur ein Sieg zum erstmaligen Einzug einer deutschen Mannschaft in die Playoffs der EuroLeague. In der BBL erreichte man nach der Halbfinalniederlage im Beko BBL-Pokal 2016 gegen Gastgeber München erneut die Playoffs als Hauptrundenerster, in denen Bamberg sogar der Sweep durch die gesamten Playoffs zum zweiten Meistertitel in Folge gelang. Nach 26 Punkten von der Bank bei acht von neun getroffenen Dreipunktewürfen im ersten Finalspiel und durchschnittlich 18 Punkten in der Serie wurde Darius Miller aufgrund seiner herausragenden Leistungen in der Finalrunde gegen ratiopharm ulm zum Finals-MVP ernannt. Bereits in der Woche zuvor hatte er seine Vertragsverlängerung um zwei weitere Jahre bis 2018 bekannt gegeben.
In der Saison 2016/17 spielte Miller mit Bamberg wiederum in der EuroLeague, die in dieser Saison erstmals in einem neuen Modus ausgetragen wurde. Nach 30 anstrengenden Hin- und Rückspielen gegen die 15 Gegner in der Hauptrunde der EuroLeague 2016/17 beendete Bamberg die Saison als 13. und verpasste damit die Playoffs. Bamberg war in 10 Spielen siegreich. Von den 20 Niederlagen gingen 12 mit sechs oder weniger Punkten außergewöhnlich knapp verloren. Im Easycredit BBL-Pokal 2017 glückte erstmals unter Trinchieri auch der Gewinn des Pokals im Finale gegen den FC Bayern München mit 74:71 und Bamberg zog als Hauptrundenzweiter der BBL in die Playoffs ein. Es gelang bis auf die Auftaktniederlage in der Serie gegen die Telekom Baskets Bonn der erneute Sweep durch die gesamten Playoffs zur dritten Deutschen Meisterschaft in Folge und zum vierten Double in der Vereinsgeschichte.
Im Juli 2017 gab Brose Bamberg bekannt, dass Darius Miller von seiner vertraglich verankerten Ausstiegsklausel Gebrauch macht und sich gegen eine Ablösesumme erneut den New Orleans Pelicans in der NBA anschließen wird.

## Erfolge und Auszeichnungen
- Deutscher Meister: 2015, 2016, 2017
- Deutscher Pokalsieger: 2017
- BBL Finals-MVP: 2016
- BBL All-First-Team: 2017
- BBL All-Second-Team: 2016